# Olympische Sommerspiele 1900/Leichtathletik – Weitsprung (Männer)
Der Weitsprung der Männer bei den Olympischen Spielen 1900 in Paris wurde am 14. und 15. Juli 1900 im Croix Catelan ausgetragen. Zunächst gab es einen Qualifikationswettkampf, am nachfolgenden Tag wurde das Finale ausgetragen. Aus Kulanz gegenüber dem Qualifikationsbesten Prinstein, der aus religiöser Überzeugung nicht an dem an einem Sonntag ausgetragenen Finale teilnahm, wurden die in der Qualifikation erzielten Weiten für das Gesamtergebnis mitgezählt, sofern sie im Finale nicht übertroffen wurden.
Olympiasieger wurde der  US-Amerikaner Alvin Kraenzlein. Die Silbermedaille gewann sein Landsmann Meyer Prinstein vor dem für Großbritannien startenden Iren Patrick Leahy.

## Rekorde
Die damals bestehenden Weltrekorde waren noch inoffiziell.
| Weltrekord         | 7,50 m | Meyer Prinstein | USA | Philadelphia (USA), 28. April 1900     |
| Olympischer Rekord | 6,35 m | Ellery Clark    | USA | OS Athen (Griechenland), 7. April 1896 |

Folgende Rekorde wurden in dieser Disziplin bei den Olympischen Spielen 1900 gebrochen oder eingestellt:
| OR | 7,175 m | Meyer Prinstein  | USA | Qualifikation, 14. Juli |
| OR | 7,185 m | Alvin Kraenzlein | USA | Finale, 15. Juli        |

## Medaillen
Wie schon bei den I. Olympischen Spielen vier Jahre zuvor gab es jeweils eine Silbermedaille für den Sieger und Bronze für den zweitplatzierten Athleten. Der Sportler auf Rang drei erhielt keine Medaille.

## Ergebnisse

### Qualifikation
Aus der Qualifikations erwarben die besten fünf Springer (farbig unterlegt) das Recht zur Teilnahme am Finale. Aus Kulanz gegenüber dem Qualifikationsbesten Meyer Prinstein, der aus religiöser Überzeugung nicht an dem an einem Sonntag ausgetragenen Finale teilnahm, kamen die in der Qualifikation erzielten Weiten in die Wertung für das Gesamtergebnis.
Sa 14. Juli 1900
| Platz | Athlet            | Land           | Weite (m)  |
| ----- | ----------------- | -------------- | ---------- |
| 01    | Meyer Prinstein   | USA            | 7,175 (OR) |
| 02    | Alvin Kraenzlein  | USA            | 6,930      |
| 03    | Albert Delannoy   | Frankreich     | 6,755      |
| 04    | William Remington | USA            | 6,725      |
| 05    | Patrick Leahy     | Großbritannien | 6,710      |
| 06    | John McLean       | USA            | 6,655      |
| 07    | Thaddeus McClain  | USA            | 6,435      |
| 08    | Waldemar Steffen  | Deutschland    | 6,300      |
| 09    | Ernő Schubert     | Ungarn         | 6,050      |
| 10    | Gyula Strausz     | Ungarn         | 6,010      |
| 11    | Tore Blom         | Schweden       | 5,770      |
| 12    | Eric Lemming      | Schweden       | 5,500      |

### Resultat nach Qualifikation und Endkampf
Finale: So 15. Juli 1900
| Platz | Athlet            | Land           | Weite (m)  |
| ----- | ----------------- | -------------- | ---------- |
| 01    | Alvin Kraenzlein  | USA            | 7,185 (OR) |
| 02    | Meyer Prinstein   | USA            | 7,175      |
| 03    | Patrick Leahy     | Großbritannien | 6,950      |
| 04    | William Remington | USA            | 6,825      |
| 05    | Albert Delannoy   | Frankreich     | 6,755      |
| 06    | John McLean       | USA            | 6,655      |
| 07    | Thaddeus McClain  | USA            | 6,435      |
| 08    | Waldemar Steffen  | Deutschland    | 6,300      |
| 09    | Ernő Schubert     | Ungarn         | 6,050      |
| 10    | Gyula Strausz     | Ungarn         | 6,010      |
| 11    | Tore Blom         | Schweden       | 5,770      |
| 12    | Eric Lemming      | Schweden       | 5,500      |

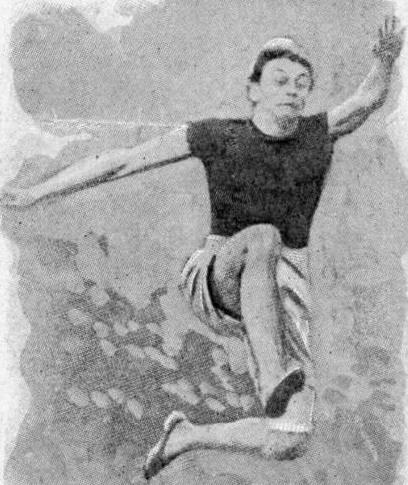
Der vierfache Olympiasieger Alvin Kraenzlein, USA, hier im Weitsprung

Meyer Prinstein verzichtete aus religiösen Gründen auf den Start im Finale, das an einem Sonntag stattfand, und musste tatenlos zusehen, wie Alvin Kraenzlein die Bestmarke, die Prinstein selber am Vortag erzielt hatte, noch um einen Zentimeter übertraf. Es wird berichtet, dass es später zu einer tätlichen Auseinandersetzung zwischen beiden Springern kam, da sich Kraenzlein nicht an die Absprache gehalten habe, am Sonntag ebenfalls nicht zu starten. Patrick Leahy und William Remington übertrafen ihre Weiten aus der Qualifikation, womit sich Leahy auf Platz drei verbesserte und Remington den vierten Rang verteidigte. Der für Großbritannien startende Ire Patrick Leahy wurde im Hochsprung am selben Tag Olympiazweiter. Dem Franzosen Albert Delannoy gelang im Finale keine Steigerung mehr, sodass er auf Rang 5 zurückfiel.
Alvin Kraenzlein war am Tag zuvor Olympiasieger über 110 Meter Hürden geworden, gewann am Tag der Weitsprungentscheidung auch den 60-Meter-Lauf und errang am nächsten Tag über 200 Meter Hürden seine insgesamt vierte Goldmedaille der Spiele von Paris.
Die Angaben in den verschiedenen Quellen stimmen bis Rang fünf einschließlich komplett überein. Für den sechstplatzierten McLean gibt zur Megede die Weite an, die ansonsten für Thaddeus McClain auf Rang sieben aufgeführt ist. Abweichend von allen anderen Quellen nennt zur Megede darüber hinaus mit Steffen, Blom und Lemming drei weitere im Vorkampf ausgeschiedene Teilnehmer.

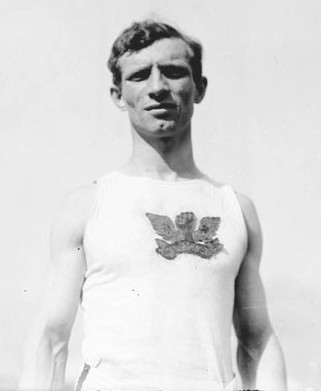
Meyer Prinstein, Sieger im Dreisprung und Zweiter im Weitsprung
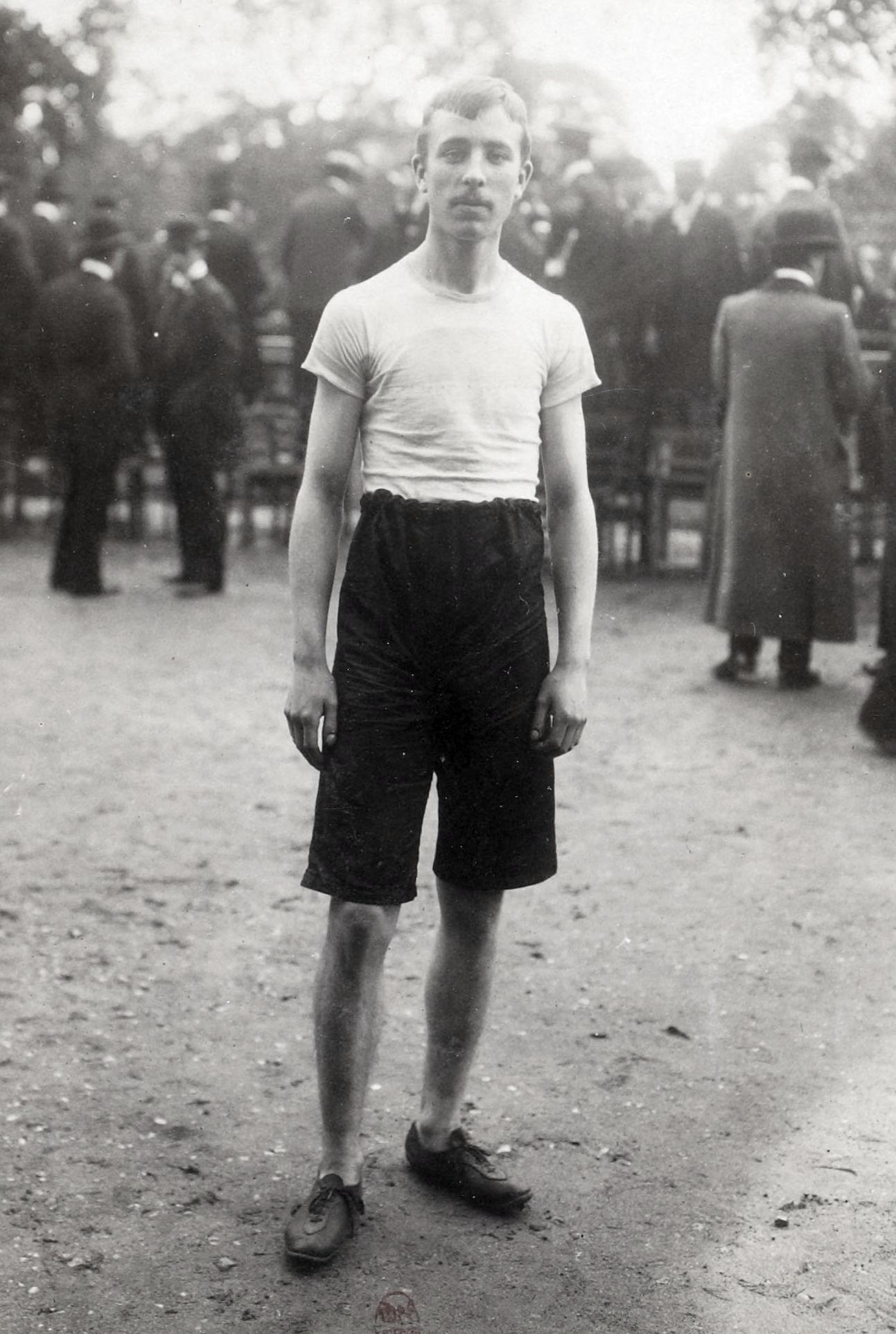
Der Olympiafünfte Albert Delannoy – hier bei den französischen Meisterschaften 1898
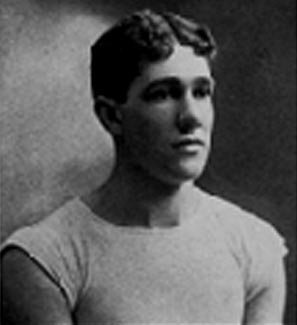
John McLean kam auf den sechsten Platz

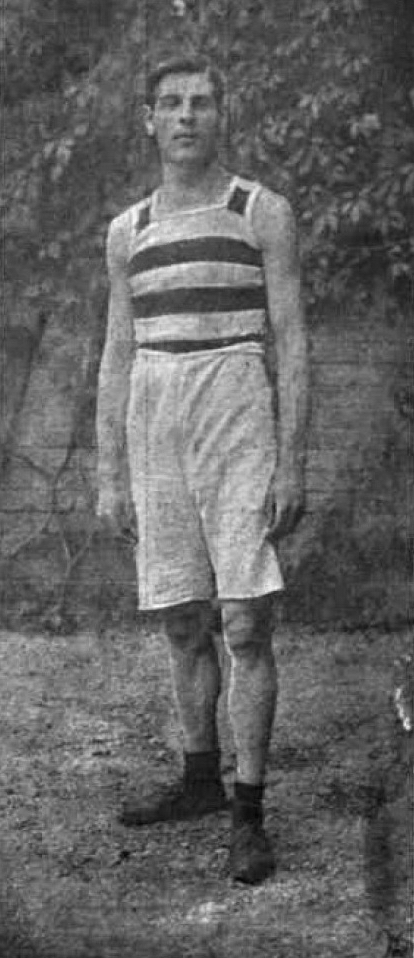
Ernő Schubert belegte den neunten Rang
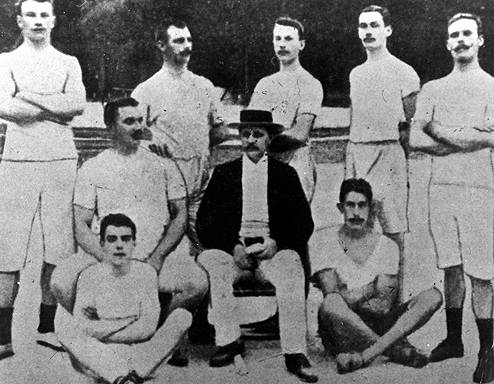
Schwedens Olympiamannschaft in Paris mit dem Weitsprungelften Tore Blom (obere Reihe, Mitte) und dem später besonders im Speerwurf erfolgreichen Eric Lemming (ganz rechts unten) – hier im Weitsprung auf Platz zwölf